# Permanent TSB
Permanent TSB (Irlandais: Cuideachta Bheatha na hÉireann) est une banque qui fournit des services financiers en Irlande. 

## Histoire
Elle était composée de trois compagnies, Irish Life Assurance, Irish Permanent Building Society et Trustee Savings Bank. Elle commercialisait sous les noms Irish Life de l'assurance-vie, des investissements et pensions et sous la marques Permanent TSB des opérations bancaires, des hypothèques, des emprunts, et des cartes de débit et crédit. Le groupe a plus d'un million de clients en Irlande.
À la suite de la crise financière en 2013, Irish Life Group a été acquis par Great-West Lifeco en 2013 pour 1,3 milliard d'euros pour recapitaliser l'ensemble. Le reste des activités ont reçu une aide de 2,7 milliards d'euros.
En octobre 2014, Permanent TSB a échoué avec 24 autres banques aux tests de résistances de la banque centrale européenne et de l'autorité bancaire européenne.
En juillet 2021, NatWest annonce la vente d'une partie des activités, dont 25 de ses 88 agences et 400 à 500 employés d'Ulster Bank à Permanent TSB, en échange d'une participation de 20 % dans Permanent TSB.